# Emília Bandeira de Melo
Carmen Dolores, pseudônimo de Emília Moncorvo Bandeira de Melo (Rio de Janeiro, 11 de março de 1852 — 16 de agosto de 1910), foi uma escritora brasileira.

## Biografia
Emília e Maria Benedita Bormann são as únicas representantes femininas da estética naturalista da literatura em nosso país. Primeiro abraçou a escrita por prazer, depois pela necessidade financeira. E o fez com tanta propriedade que, ao morrer em 1910, era a colunista mais bem paga do periódico O País.
Foi uma das escritoras pioneiras na luta pela educação da mulher e por seu valor na vida laboral. Não teve receios naquela época em ser a favor do divórcio. Apesar disso, não se mobilizou em relação ao sufrágio feminino.
Sua obra mais famosa é A luta, livro de estética naturalista que foi publicado pela H. Garnier em 1911. Anteriormente fora publicado em folhetim pelo Jornal do Commercio em 1909.
A escritora e crítica literária Lúcia Miguel Pereira declara que "mais romancista é, sem dúvida, Carmen Dolores. A luta focaliza a instabilidade social e moral das mulheres que nem se resignam à sujeição da existência familiar, nem lhe querem perder os benefícios."

## Obras
- Gradações (contos)
- Um drama na roça (contos)[2][3] Dolores, Carmen, Um drama na roça, https://livraria.senado.leg.br/index.php?route=product/product&product_id=1341&search=escritoras+do+brasil . .pdf disponível gratuitamente, Em web.archive.org.
- Almas complexas (contos)
- Lendas Brasileiras - Coleção de 27 contos para crianças, 1914. Reeditado pela Sá Editora, 2015. ISBN 978-8588193284.
- A luta (romance naturalista), H. Garnier, 1911
- Ao esvoaçar da ideia (crônicas), Liv. Chardon, Porto, 1910
- Crônicas (1905-1910), Rio de Janeiro : Arquivo Público do Estado do Rio de Janeiro, 1998
- Brazilian Tales (uma tradução que inclui obras de Joaquim Maria Machado de Assis, José Medeiros e Albuquerque, Coelho Netto) por Isaac Goldberg, 1887-1938; Boston - EUA: The Four Seas Company, 1921.